# Fay (Somme)
Fay és un municipi francès situat al departament del Somme i a la regió dels Alts de França. L'any 2007 tenia 107 habitants.

## Demografia

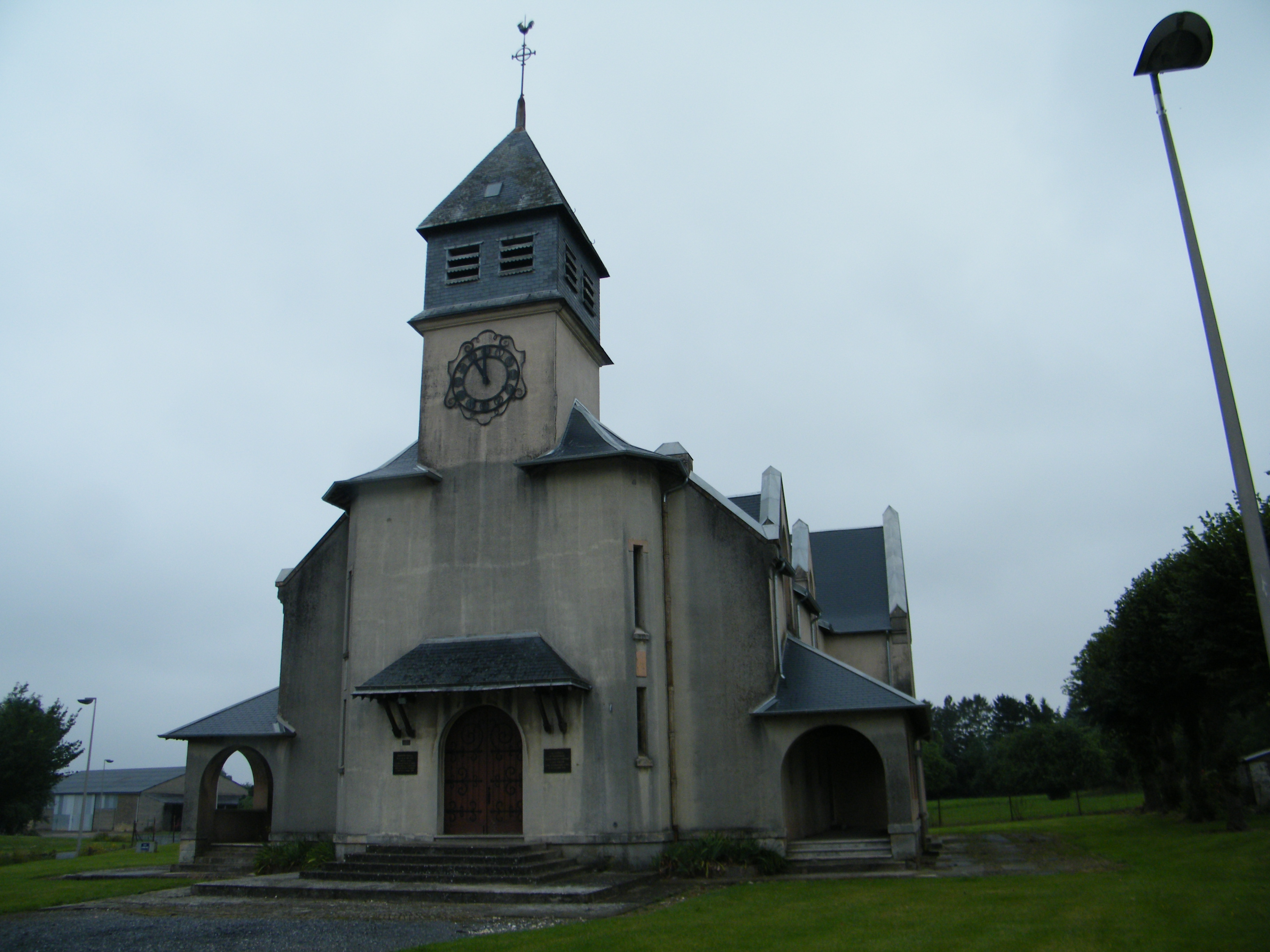

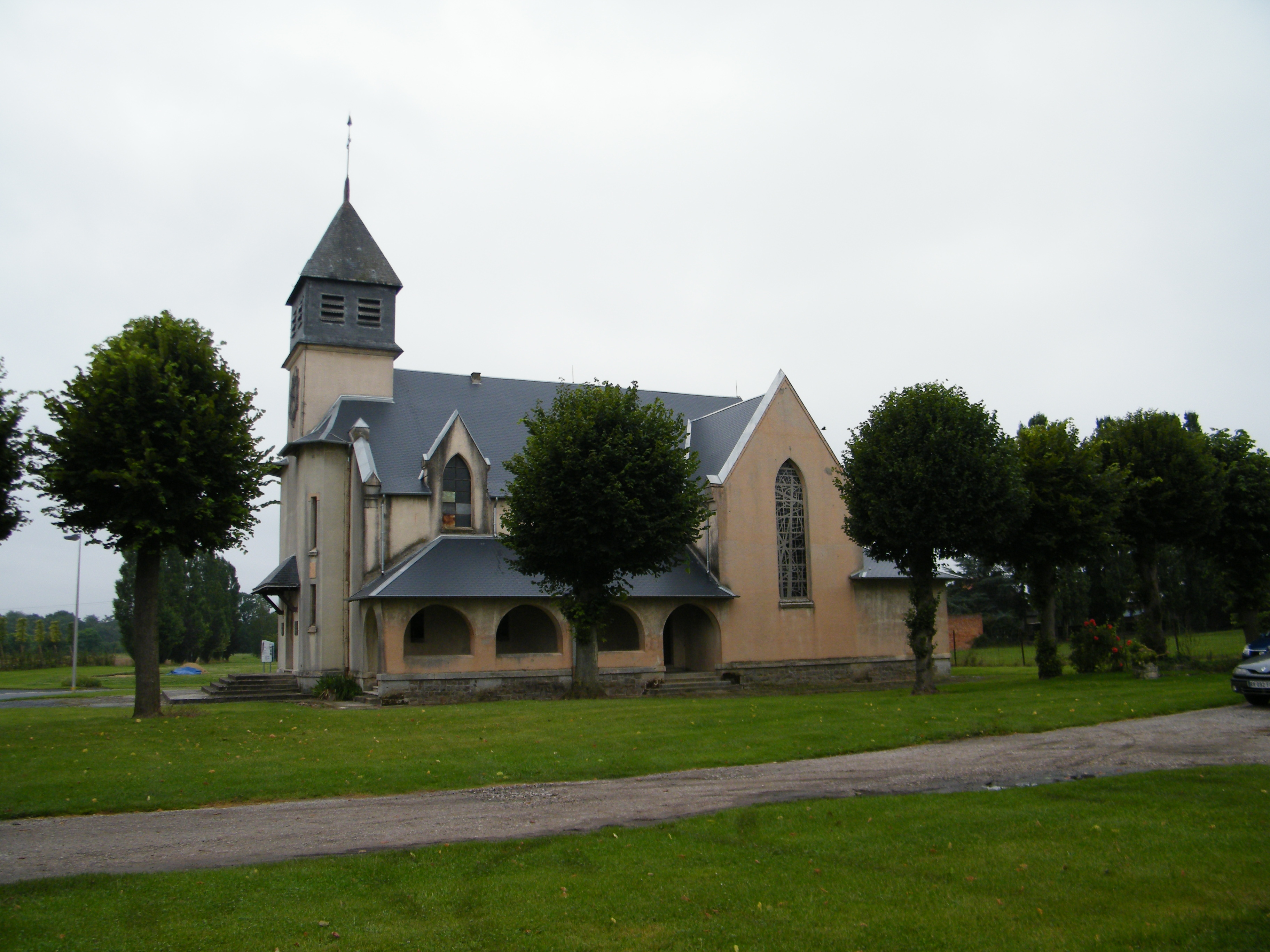

### Població
El 2007 la població de fet de Fay era de 107 persones. Hi havia 36 famílies de les quals 8 eren unipersonals (8 dones vivint soles i 8 dones vivint soles), 8 parelles sense fills i 20 parelles amb fills.
La població ha evolucionat segons el següent gràfic:
Habitants censats

### Habitatges
El 2007 hi havia 37 habitatges, 35 eren l'habitatge principal de la família, 1 era una segona residència i 1 estava desocupat. Tots els 37 habitatges eren cases. Dels 35 habitatges principals, 24 estaven ocupats pels seus propietaris, 10 estaven llogats i ocupats pels llogaters i 1 estava cedit a títol gratuït; 2 tenien tres cambres, 8 en tenien quatre i 25 en tenien cinc o més. 32 habitatges disposaven pel capbaix d'una plaça de pàrquing. A 13 habitatges hi havia un automòbil i a 19 n'hi havia dos o més.

### Piràmide de població
La piràmide de població per edats i sexe el 2009 era:
| Homes | Edats   | Dones |
| ----- | ------- | ----- |
| 0     | 95 o +  | 0     |
| 0     | 90 a 94 | 0     |
| 4     | 85 a 89 | 0     |
| 0     | 80 a 84 | 0     |
| 4     | 75 a 79 | 4     |
| 0     | 70 a 74 | 0     |
| 0     | 65 a 69 | 0     |
| 0     | 60 a 64 | 0     |
| 0     | 55 a 59 | 0     |
| 4     | 50 a 54 | 0     |
| 0     | 45 a 49 | 4     |
| 8     | 40 a 44 | 4     |
| 0     | 35 a 39 | 0     |
| 8     | 30 a 34 | 4     |
| 0     | 25 a 29 | 4     |
| 0     | 20 a 24 | 4     |
| 4     | 15 a 19 | 0     |
| 0     | 10 a 14 | 0     |
| 4     | 5 a 9   | 0     |
| 4     | 0 a 4   | 4     |

## Economia

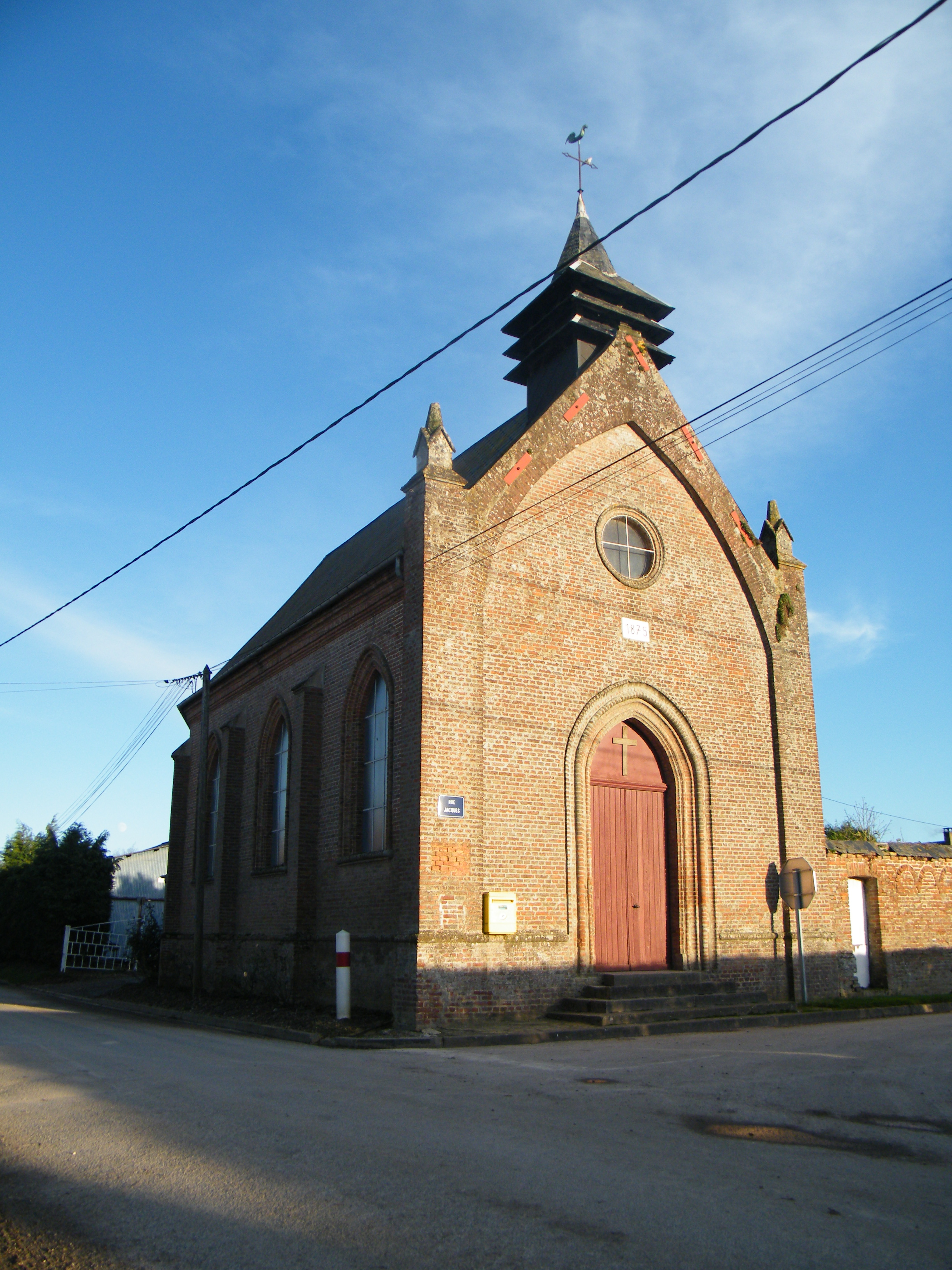

El 2007 la població en edat de treballar era de 73 persones, 55 eren actives i 18 eren inactives. De les 55 persones actives 51 estaven ocupades (29 homes i 22 dones) i 4 estaven aturades (2 homes i 2 dones). De les 18 persones inactives 3 estaven jubilades, 7 estaven estudiant i 8 estaven classificades com a «altres inactius».
Activitats econòmiques
L'any 2000 a Fay hi havia 3 explotacions agrícoles que ocupaven un total de 579 hectàrees.

## Poblacions més properes
El següent diagrama mostra les poblacions més properes.